# Asmea hayllari
Asmea hayllari là một loài nhện trong họ Stiphidiidae.
Loài này thuộc chi Asmea. Asmea hayllari được M.R. Gray & H. M. Smith miêu tả năm 2008.